# Союз ТМА-22
«Союз ТМА-22» — российский пилотируемый космический корабль, на котором осуществлён пилотируемый полёт к международной космической станции (МКС). Это двадцать восьмой полёт корабля серии «Союз» к МКС. В состав экипажа корабля входят космонавты Антон Шкаплеров (Россия), Анатолий Иванишин (Россия) и Дэниел Бёрбэнк (США). На МКС они пребывали в составе двадцать девятой и тридцатой долговременных экспедиций. Старт пилотируемого космического корабля «Союз ТМА-22» был осуществлён 14 ноября 2011 года.
Этим запуском завершилась эксплуатация пилотируемых кораблей серии «Союз ТМА», в котором используются аналоговые системы управления. На смену им приходят «цифровые» пилотируемые корабли серии «Союз ТМА-М».
27 апреля 2012 в 15:45 мск корабль совершил посадку в районе города Аркалык в Казахстане.
В январе 2013 года спускаемый аппарат был установлен у здания аэровокзала в аэропорту города Кемерово.

## Экипаж
Экипаж старта и посадки
- (Роскосмос) Антон Шкаплеров (1) — командир экипажа.
- (Роскосмос) Анатолий Иванишин (1) — бортинженер.
- (НАСА) Дэниел Бёрбэнк (3-й космический полёт) — бортинженер.

Дублирующий экипаж
- (Роскосмос) Геннадий Падалка — командир экипажа.
- (Роскосмос) Сергей Ревин — бортинженер.
- (НАСА) Джозеф Акаба — бортинженер.